# Rochers sculptés de Rothéneuf
Les rochers sculptés de Rothéneuf, situés entre Saint-Malo et Cancale, sont un des environnements spontanés sous forme de sculptures monumentales relevant de l'art brut parmi les plus connus de Bretagne.
Ils ont été réalisés de fin 1894 à 1907, par l’abbé Adolphe Julien Fouéré, dit l'abbé Fouré (1839-1910).

## Histoire
L'abbé Fouré exerça successivement son ministère à Paimpont, Guipry, Forges-la-Forêt, Maxent et Langouet.
En 1894, il est contraint d’abandonner son poste de recteur à Langouët malgré une pétition de ses paroissiens et de se retirer comme prêtre habitué, à Rothéneuf, à 5 km de Saint-Malo.
L'ecclésiastique entame alors une œuvre monumentale, directement taillée sur les rochers de granite, fresque sculptée en plein air, à la merci de l'érosion marine. Pendant treize ou quatorze ans, de fin 1894 à 1907, il sculpte plus de 300 statues sur cet ensemble remarquable de rochers granitiques surplombant la mer et crée de nombreuses sculptures en bois dans sa maison du bourg appelée « Haute Folie », « Hermitage de Rothéneuf » ou « Maison de l'Ermite » et également connue plus tard sous le nom de « Musée Bois ».
En 1907, frappé de paralysie, et atteint de difficulté d'élocution, il est contraint d'arrêter toutes ses activités. On le voit alors reposant dans son célèbre fauteuil, dans la maison où il meurt le 10 février 1910. Il repose au cimetière de Rothéneuf.

## Le site

### Les sculptures sur pierre
Ses figures sculptées vont du bas-relief aux visages totalement dégagés. Elles représentent des dizaines de personnages énigmatiques se confondant avec les rochers et étaient à l'origine polychromes, les traits de certaines de ses figures étant soulignés au goudron.

#### Les sujets

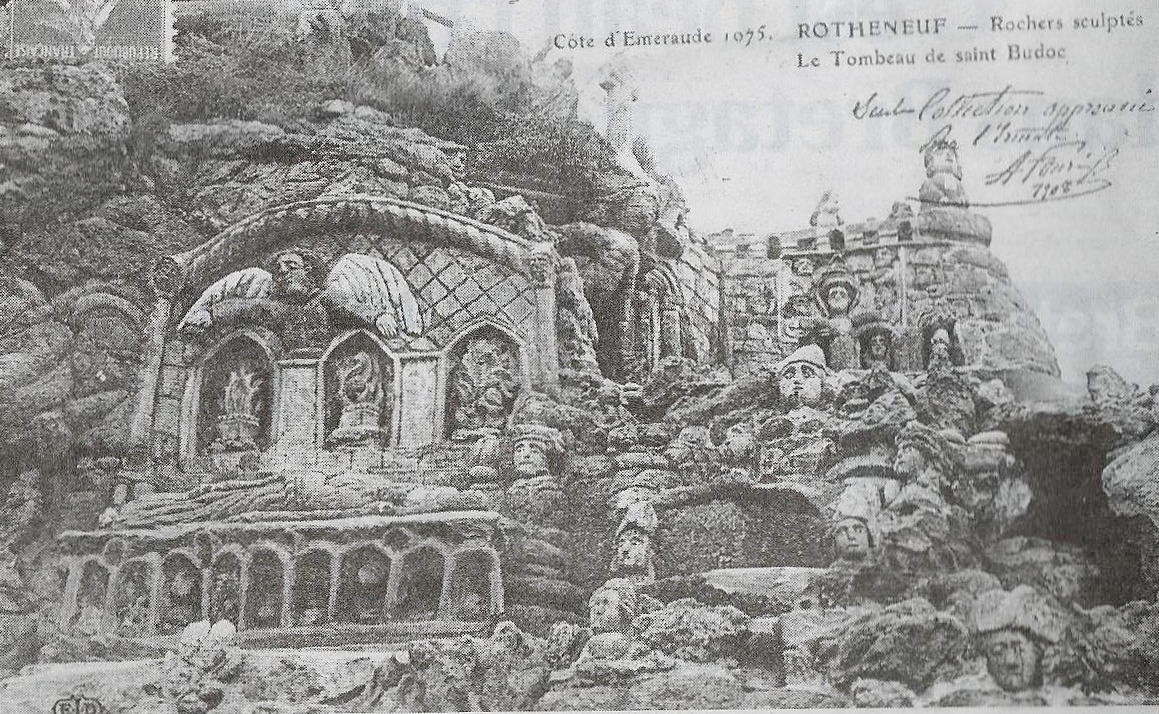
Rochers sculptés de Rothéneuf : le tombeau de saint Budoc (carte postale, 1908).

L'inspiration de l'abbé Fouré est variée. Il aurait cherché son inspiration dans la forme des rochers et dans ses connaissances en histoire-géographie. Ces dernières furent acquises lors de ses études aux séminaires et lors de la lecture de journaux tels que Le Salut ou encore l’Ouest-Éclair. Les chercheurs révèlent depuis peu de nouvelles sources d'information qui permettent de ranimer la mémoire de l'abbé et de mieux le connaître : le Guide de son musée édité en 1919 par exemple, ou les articles parus de son vivant dans des journaux comme L'Éclair, La Côte d'Émeraude, Le Salut, Lectures pour tous, etc. Elle ne représente pas comme cela fût trop souvent dit, la légende d'une imaginaire famille de contrebandiers ou corsaires de cette côte, mais bien plutôt des personnages connus ayant un rapport avec l'actualité de son époque. 
La guerre du Transvaal fait ainsi l'objet d'une saynète campant ses hommes célèbres comme le président Krüger et le colonel de Villebois-Mareuil.
L'actualité coloniale de son époque paraît l'avoir beaucoup occupé. En catholique militant et patriote nationaliste, peut-être royaliste, il semble avoir voulu en maints endroits de ces sculptures faire de la propagande pour l'évangélisation des peuplades soumises par la France.
L'abbé sculpte également des saints bretons légendaires comme Saint Budoc, représenté deux fois dans les rochers, dans une auge de pierre et sur son gisant ou encore saint Yves ; mais aussi Gargantua, la mère Michel et son chat, Andréa la charmeuse, une marchande d'huîtres, etc.
L'homme célèbre de Rothéneuf, Jacques Cartier, est l'un des thèmes préférés de l'abbé qui l'a représenté non seulement dans les rochers mais aussi en bois dans l'ermitage qu'il habitait dans le bourg à proximité de la côte.
Sont également représentées des scènes du bout du monde évoquant la Chine, la Russie et le Japon.

#### Postérité
D'après l'enquête publiée par Le Pays malouin, le site était déjà très visité en 1925 où « plus de 80 000 personnes par an venaient en visite pour voir les rochers à Rothéneuf ». En 2012, le site accueillait encore 40 000 visiteurs chaque année.
D'anciennes photographies d'époque ayant pour thèmes les rochers sculptés, l'abbé Fouré et son ermitage, ont été numérisées et sont consultables sur le site de la photothèque du patrimoine de Bretagne.

#### Un patrimoine en danger
Les peintures initialement présentes sur les rochers ne sont plus visibles. D'après le livre d'or de l'abbé, les rochers de l'actuel site des rochers sculptés étaient pour la plupart peints en « bleu, en jaune clair, en grenat et couleur chocolat ». 
Les rochers sculptés du site sont de plus en plus érodés par les conditions maritimes (actions du sel, du vent, de l'eau via les embrun et des ruissellements), les mousses et les lichens, ainsi que par le passage répété des visiteurs. 
Une enquête réalisée en 2012 pour Le Pays malouin mentionne le contenu d'une inspection de la Direction régionale des affaires culturelles (DRAC) réalisée sur site en juillet 2009. Dans le rapport, l'état de conservation des sculptures était jugé « alarmant ». Il était décrit que cet état « compromet gravement la lisibilité des sculptures, dont il est évident qu’elles sont altérées sérieusement si on les met en rapport avec les photographies anciennes relatives au lieu. » D'après Jean Jéhan, auteur du livre Saint-Malo Rothéneuf au temps des rochers sculptés en 2010, si rien n'est fait, les sculptures ne seraient plus reconnaissables d'ici quelques dizaines d'années.

#### Protéger et faire connaître
Peu d'informations sont disponibles quant aux mesures de protection et de sauvegardes mises en place au droit du site. 
Créée en 2010, l'Association des amis de l'œuvre de l'abbé Fouré « s'est fixée pour mission de mémoire : faire connaître l'abbé Fouré ». L'association organise notamment des expositions, des promenades commentées et autres manifestations afin de faire connaître le site et l'art brut. Des travaux de restauration des rochers sculptés, hors du site principal, sont également régulièrement mis en place.
En 2020, des visites virtuelles du site étaient mises en place afin de visiter le site depuis un tout autre emplacement à l'aide de casques VR.
Le site est privé, l'accès à la visite est payant. Il n'est ni classé, ni inscrit aux monuments historiques.

Vues des rochers sculptés de Rothéneuf
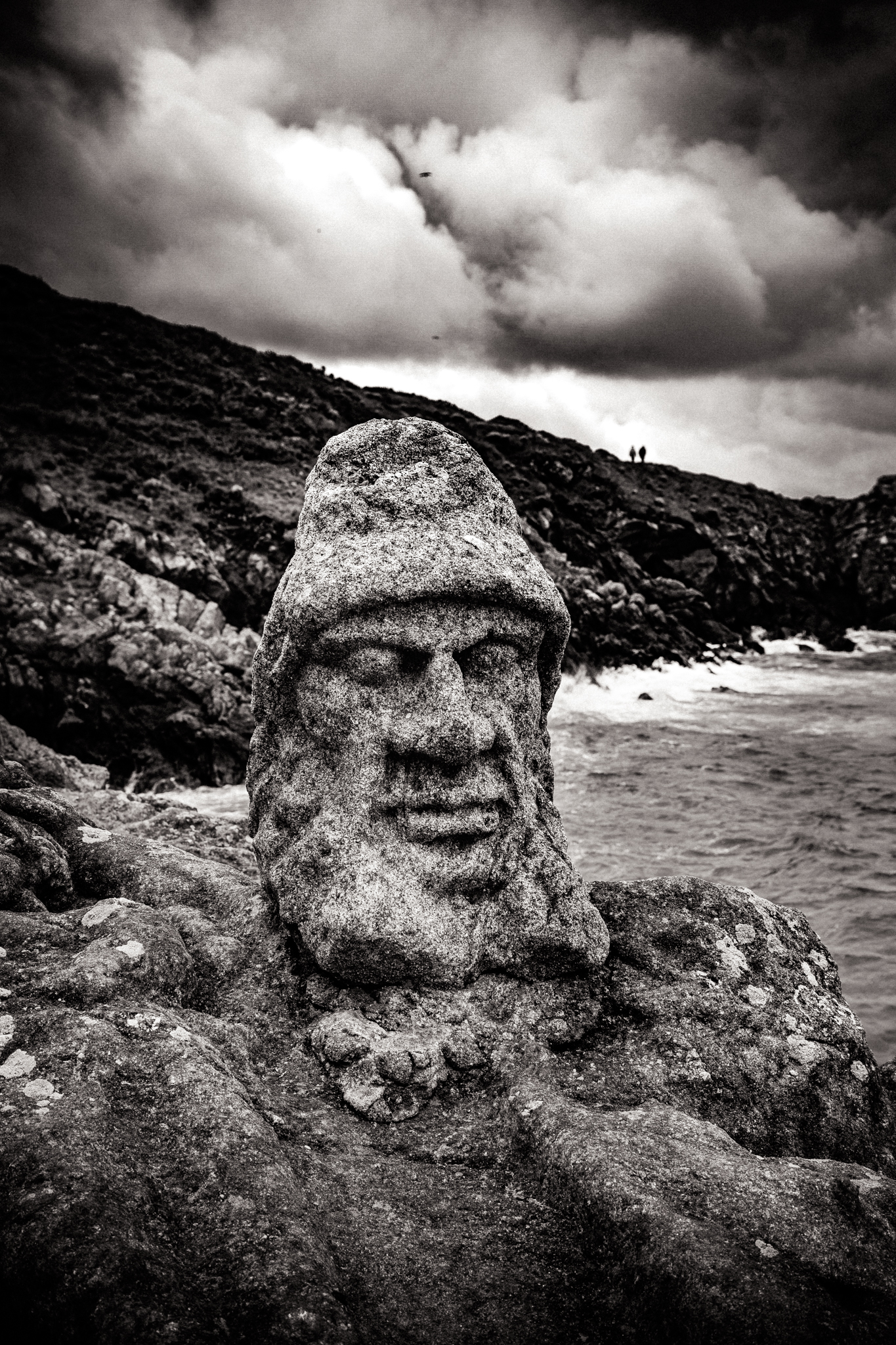
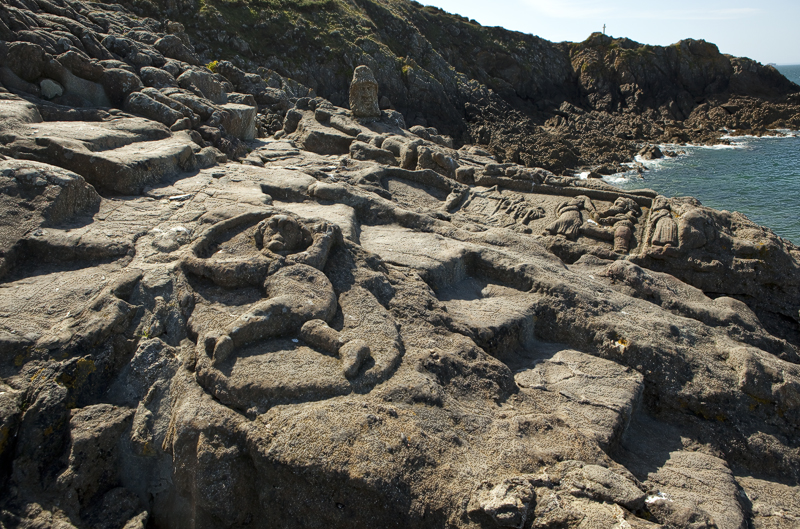
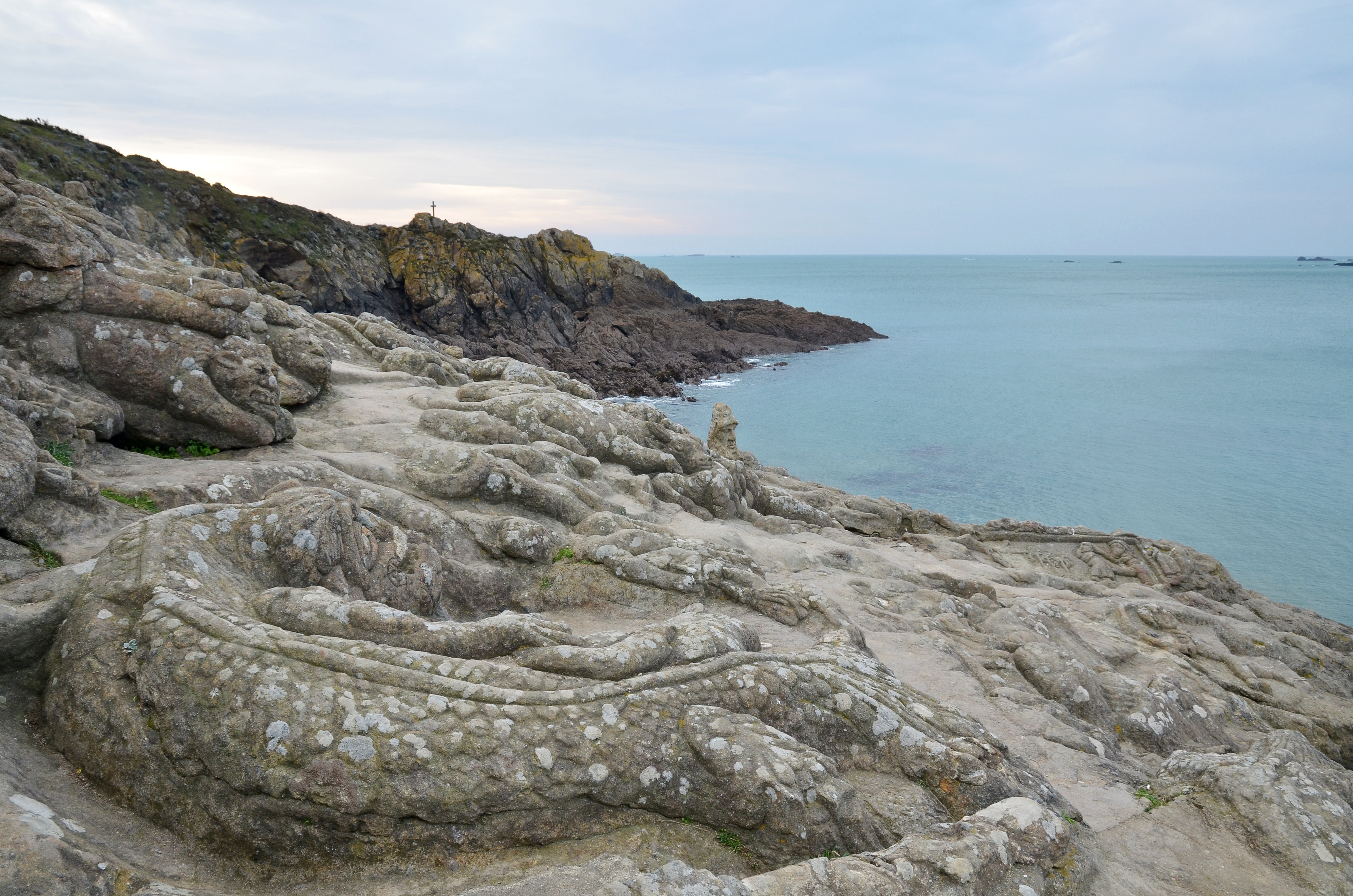
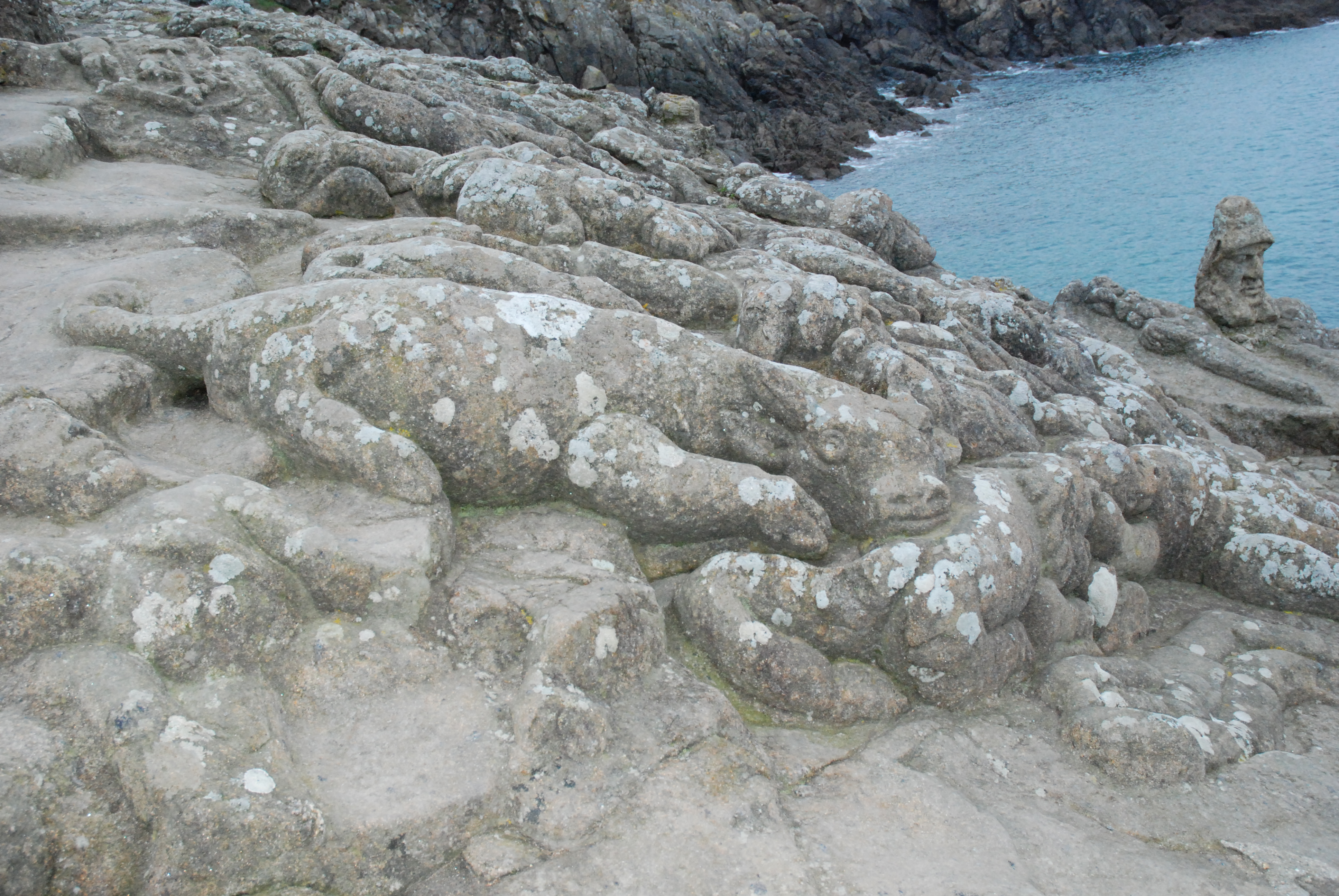
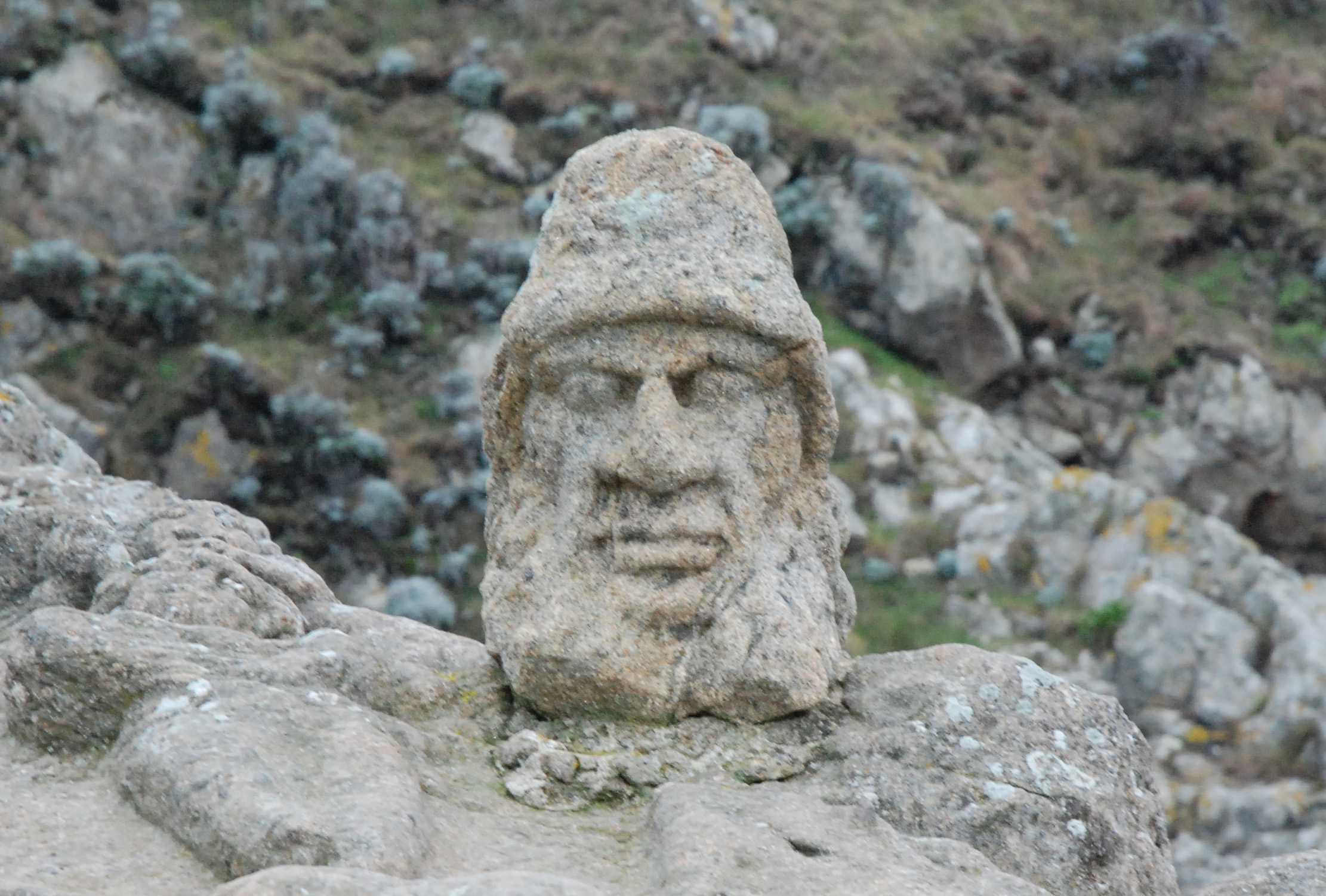
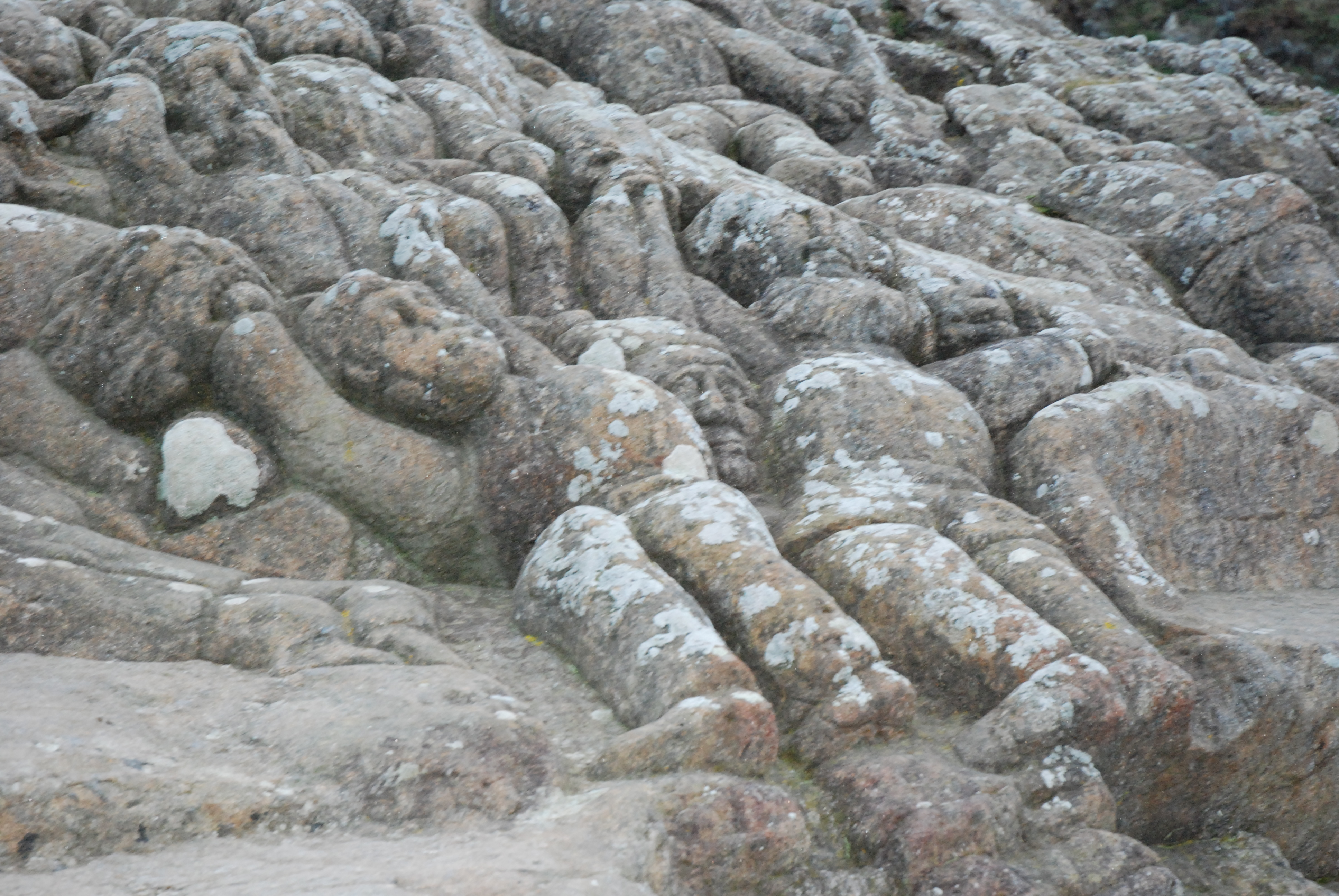
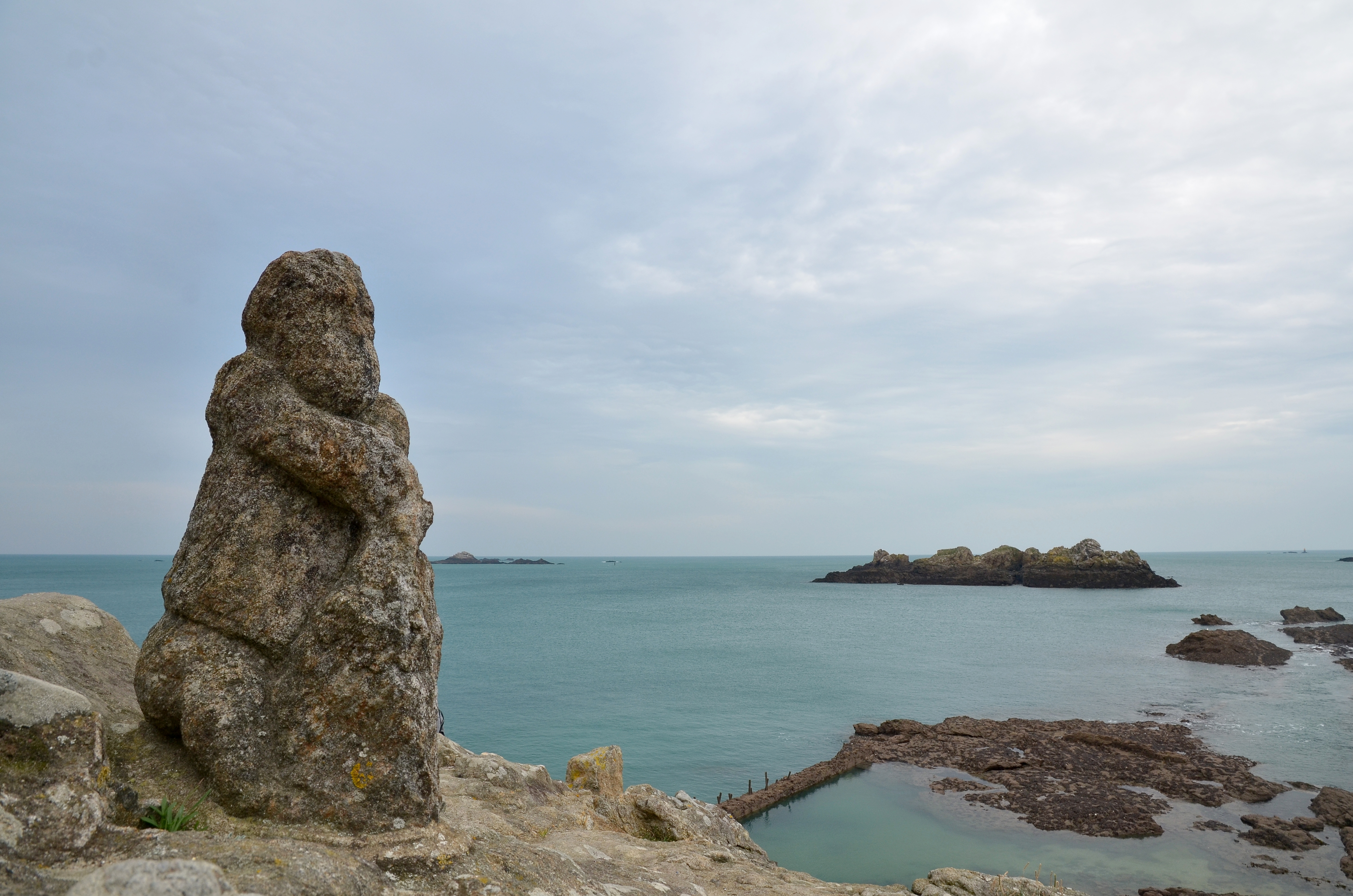
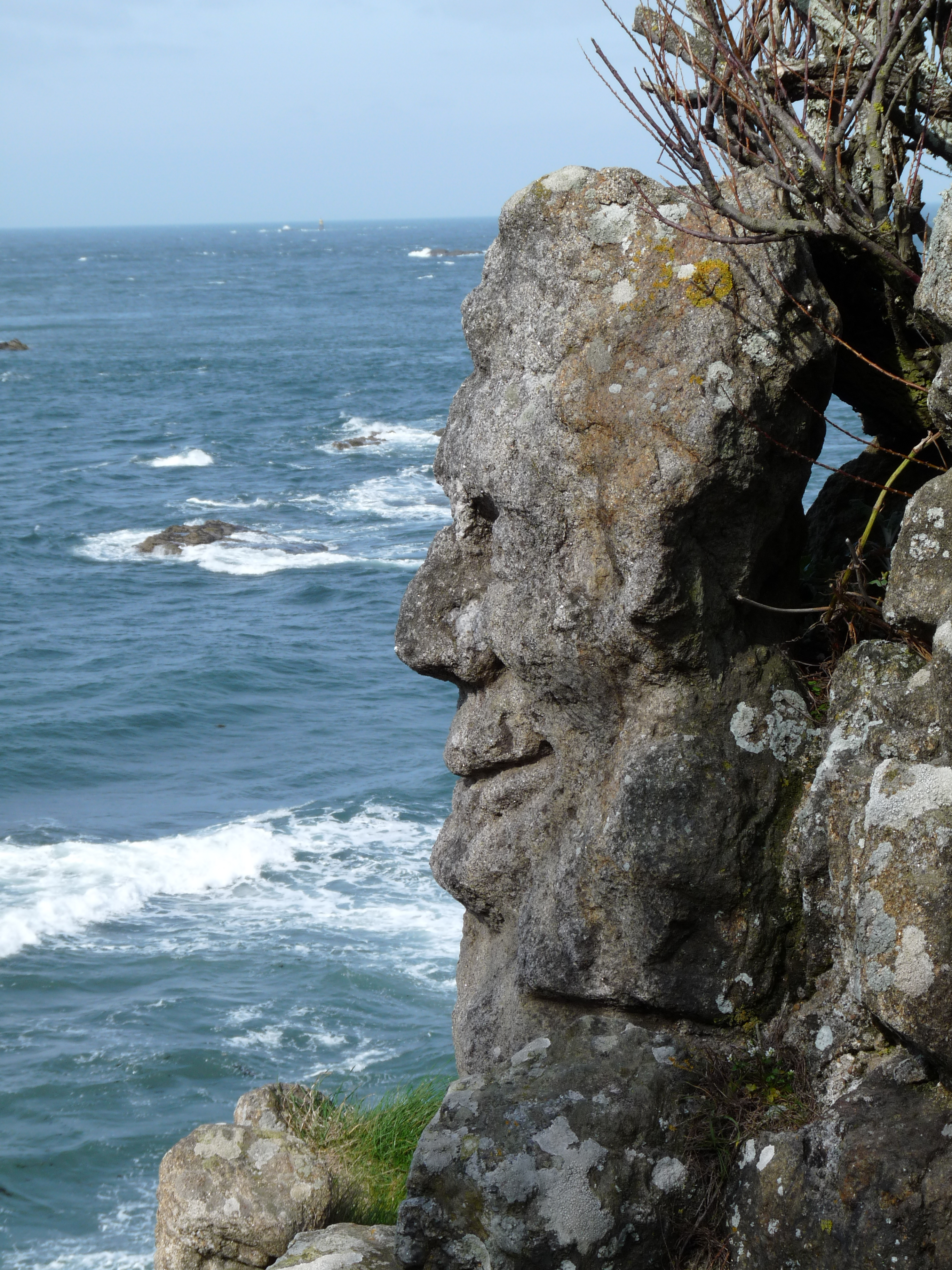

### L'ancien musée et les sculptures en bois
L'abbé Fouré produisit également des sculptures en bois qu'il conservait dans une gentilhommière pourvue d'un jardin qui fut transformé après sa mort en un musée dans le bourg. Une fois passé son mur d'enceinte crénelé, gardé par un dragon et des têtes hilares, on pouvait admirer ses œuvres : totems, personnages politiques, saints, figures mythologiques, animaux, le plus souvent interprétés d'après les images qu'il percevait dans la matière brute qu'il taillait, étiquetées de légendes naïves, et rangées dans des galeries dites « infernale », « mystique », etc.
Des cartes postales anciennes témoignent de ce musée disparu. On y voit l’abbé assis sur un fauteuil gravé de sa devise « Amor et dolor », debout entre ses totems et ses dragons, ou photographié en train de sculpter. 
Les œuvres en bois ont disparu à une date non précisée. L'ermitage a également été profondément modifié depuis cette époque.

### Filmographie
- L'homme de granit, réalisé par F.Daudier et O. Gouix, 2002. documentaire de 52 minutes produit pour TV Breizh.
- G. Guist’Hau et R. Hellec, reportage de 2 minutes, diffusé le 14 septembre 2012 au journal télévisé de TF1 à 13h.
- Reportage en plusieurs parties, réalisateurs et journalistes non précisés, diffusé en 2015 sur TVR.
- La mémoire de la planète de granit, face à l'océan, réalisé par P. Haffter, Allemagne, reportage diffusé par ARTE le 19 mai 2020.